# Miguel Villalta Gisbert
Miguel Villalta Gisbert (Monóvar, 1902 - Alicante, 18 de diciembre de 1942) fue un juez y político socialista español, fusilado durante el franquismo.

## Biografía
Hijo de una familia acomodada y sobrada de recursos, tras cursar los estudios primarios y de bachiller y ante su carácter insumiso al imperio de los jesuitas del Colegio Santo Domingo, en donde arrojó un tintero de tinta a un superior, la familia se vio obligada a matricularle y realizar su educación superior a Murcia, se examinó por libre de Derecho en las universidades de Murcia y en la Central de Madrid, licenciándose con veintidós años. Un año más tarde, obtuvo plaza en la judicatura al superar las oposiciones correspondientes pero su juventud no le permitió ejercer como juez hasta 1930, cuando fue destinado a Olot. 
Desarrolló su actividad durante dos años, para incorporarse después a la vida política en el seno del Partido Socialista Obrero Español. Candidato a las Cortes en las elecciones de 1933, alcanzó el acta de diputado y conocido pronto por su elocuencia y despierta inteligencia fue captado por el Partido Socialista Obrero Español. En las elecciones de 1936 sí fue elegido por la provincia de Alicante en las listas del Frente Popular.
Declarada la guerra civil española, intervino decisivamente a la hora de frenar la insurrección de tropas en Alicante. Esto le valió el favor del Gobierno republicano que le nombró gobernador civil de la provincia de Madrid en 1937. Cesó en octubre de ese año y se desplazó al frente de Madrid, donde actuó como oficial. Nombrado secretario del Ministerio del Aire. Distribuyó cartillas de racionamiento a todo necesitado y auxilió a todos los necesitados que pudo, lo que le valió el reconocimiento y la gratitud del embajador de Argentina. Hospedado en el Palacio de Lázaro Galdiano, lo primero que hizo llevar a cabo un inventario que hoy día aún puede ser visitado para ver las joyas que no fueron expoliadas por ninguno de los dos  bandos. 
Al final de la guerra se encontraba en la ciudad de Alicante cuando entraron las tropas de la División Littorio y ocuparon la ciudad. Consiguió que su mujer, hijos y hermano embarcasen en el buque Stanbrook, pero él, reclamado por el Partido, permaneció en Alicante. Auxilió al Gobernador militar pasando largas horas en el vehículo oficial con la finalidad de que no fuera capturado y asesinado por las mismas tropas de izquierdas. Tras poner a salvo en la Finca de Azorín (La Algueña) a las monjas de su ciudad natal (Monovar), y a quien fuera párroco de la Iglesia de San Juan Bautista de Monovar (apodado despectivamente el "Conill") arriesgando su propia vida, incluso ante miembros descontrolados de su propio partido (CNT). Delatado por una sirvienta que lo fue de la familia (la Sra. Remedios), fue encerrado en el campo de concentración de Los Almendros, del que logró escapar días después para refugiarse, escondido, en la casa de su tía en Monóvar. Allí vio como su padre, apolítico, médico forense y penitenciario, también respetado y querido por el pueblo, era detenido y dejado morir en la cárcel Reformatorio de Alicante en donde se le negó su único deseo;  ser "visitado" por su nieta Elisa Villalta Sánchez, quienes a la sombra de una vieja palmera, aún en el actual "Tribunal de Justicia de Alicante", puede observarse.
En octubre de 1941, el alcalde franquista de Monovar supo del escondite de Miguel Villalta gracias a la delación de una sirvienta (como anteriormente se señaló), siendo detenido. Juzgado en Alicante en juicio sumarísimo, acusado de favorecer los ataques contra falangistas y adictos a los sublevados en Madrid. La Carta de indulto fue retenida varios días hasta ser asesinado.
Durante el juicio negó las acusaciones y, en contra de las mismas, pidió fueran oídas aquellas personas a las que había atendido personalmente (Tomás López Galindo, Presidente del Colegio de Abogados de Orihuela y de derechas, propuesto como ministro de Justicia por el mismo Francisco Franco) o a través de las legaciones diplomáticas, (cónsul de Argentina), facilitándoles alimentos y evitando las "sacas y paseíllos" de los que se le acusaba. No obstante, el Tribunal desoyó las peticiones y fue ejecutado en el otoño de 1942. Se recomienda al respecto el estudio exhaustivo y documentado de todo ello del Dr. D. Glicerio Sánchez Regio, Catedrático de Historia Contemporánea quien publicó entre otras, la Obra Magistral " La República decapitada, el caso de Miguel Villalta")
Miguel Villalta conservaba correo de su tiempo en prisión. Entre otros documentos, se encontraba una carta, devuelta a su familia después de la ejecución, en la que el secretario general del Cuerpo Diplomático Extranjero en Madrid durante la guerra y diplomático argentino Henry Helfant contestaba a una petición del condenado en la que le reconocía los méritos en defensa de todos los alojados por las legaciones diplomáticas durante su etapa como Gobernador:

Su actuación como Gobernador Civil de Madrid, durante los meses de enero a junio de 1937, en favor de los refugiados en Embajadas y Legaciones es sobradamente conocida no solo por el Cuerpo Diplomático Extranjero, cuyo Secretario General he sido, pero también por los miles de españoles que en aquella época disfrutaban de protección bajo banderas extranjeras en Madrid. [...] Nosotros, los diplomáticos extranjeros, no hemos ocultado a nuestros refugiados [...] los nombres y actuación de los españoles que desempeñando cargos de responsabilidad, como el que ocupó Ud. en Madrid como Gobernador Civil, nos ayudaban a nosotros a salvar las dificultades sin numero que teníamos que vencer, a evitar los peligros que a cada momento surgían en una zona de luchas y llevar a buen término como afortunadamente lo hemos podido hacer la tarea humanitaria que el Cuerpo Diplomático ha emprendido durante la guerra civil de España.

En el documento se detallaban algunos hechos concretos, como la intervención de Villalta en marzo de 1937 a petición del embajador estadounidense, para evitar asaltos temidos de 

"gente incontrolada según las noticias que llegaron a nuestros oídos, asaltos que hubieran podido efectuarse aquella noche si no hubiera intervenido Ud. tan eficazmente poniendo en movimiento toda la fuerzas públicas que tenia Ud. a disposiciones"
[SIC]

Así como la entrega de unas 9 000 cartillas de abastecimiento, sin nombre y apellidos, para que las embajadas las distribuyeran a voluntad entre aquellos que se encontraban refugiados en las legaciones o en sus casas, llegando a "amenazar al gobierno de entonces con su dimisión del Cargo de Gobernador Civil, si no se continuaba a suministrar a los refugiados en Embajadas y Legaciones el pan".
También mostró su apoyo a Miguel Villalta el arzobispo titular de Grado y vicario general castrense José López Ortiz, que consideraba su actuación durante la guerra humanitaria, valiente y gallarda. Según algunas versiones, le fue aplicado indulto pero este no llegó a comunicarse a los ejecutores. 
El Gobierno de España, a petición de la familia y en cumplimiento de la Ley de Memoria Histórica resolvió en 2009 reconocer ante la familia la figura de Villata, víctima de unas sentencias "injustas e ilegítimas". Actualmente, se exhibe en fachada la casa familiar (Calle Mayor 144) frente a la Iglesia de San Juan Bautista de Monovar una placa que fue encargada y costeada por la misma nieta Dª Elisa Villalta Sánchez, del que fue su querido abuelo Médico Dr. Don Francisco Villalta Nebleza, médico forense y penitenciario quien no renegó de su cargo ganado por oposición y mérito propios a cambio del perdón de su propia vida. Sus bisnietos, El Dr. Francisco Schiller, Ladislao Pedro Schiller, Abogado Penalista y funcionario de Carrera y  Miguel Ángel Schiller Villalta, Sacerdote en la Diócesis de Orihuela - Alicante siguen sus principios y valores aprendidos en un hogar víctima de una España dividida por envidias más que por la política.